# Aglogbé
Aglogbé est un arrondissement situé dans le département de l'Ouémé au Bénin. Il est sous la juridiction administrative de la commune d'Adjarra.

## Géographie

### Administration
Aglogbé fait partie des 6 arrondissements que compte la commune d'Adjarra. Il est composé de 09 villages et quartiers de ville que sont :
1. Agbomey-Takplikpo
2. Agbogbé
3. Ayihounzo
4. Bokovi-Tchaka
5. Do-Hongla
6. Hahamè
7. Sèdjè
8. Tokomè
9. Vidjinan[3]

## Toponymie

### Histoire
L'arrondissement d'Aglogbé est une subdivision administrative béninoise. Il devient officiellement un arrondissement de la commune d'Adjarra le 27 mai 2013 après la délibération et adoption par l'Assemblée nationale du Bénin en sa séance du 15 février 2013 de la loi n° 2013-O5 du 15/02/2013 portant création, organisation, attributions et fonctionnement des unités administratives locales en République du Bénin.

## Population et société

### Démographie
Selon le recensement général de la population et de l'habitation(RGPH4) conduit par l'Institut national de la statistique et de l'analyse économique (INSAE), la population d'Aglogbé compte 2543 ménages pour 11850 habitants.
| Indicateurs          | 2013  |
| -------------------- | ----- |
| Nombre de ménages    | 2543  |
| Population féminine  | 6052  |
| Population masculine | 5798  |
| Population totale    | 11850 |

## Référence
1. ↑   sur insae.bj
2. ↑  « Le Bénin | Les communes du Bénin », sur www.aicp-memoire-communes.com (consulté le 16 juillet 2021)
3. ↑  « L'événement Précis – DÉCENTRALISATION AU BÉNIN: Voici l’intégralité des 5290 villages et quartiers créés par l’Assemblée » (consulté le 16 juillet 2021)
4. ↑  « Loi N° 2013-05 du 27 mai 2013 portant création, organisation, attributions et fonctionnement des unités administratives locales en République du Bénin », sur fao.org (consulté le 16 juillet 2021)
5. ↑  « RGPH_Cahier des villages et quartiers de ville - Benin Data Portal », sur benin.opendataforafrica.org (consulté le 16 juillet 2021)
6. ↑  « RGPH_Cahier des villages et quartiers de ville - Benin Data Portal », sur benin.opendataforafrica.org (consulté le 16 juillet 2021)